# Papa Estêvão IX
Estêvão IX (em latim: Stephanus IX), nascido Frédéric de Lotharingie; (Lorena, 1020 — Florença, 29 de março de 1058) foi um monge beneditino, que foi o 154.º Papa da Igreja Católica de 2 de agosto de 1057 até a data de sua morte.
O futuro papa Estêvão IX era filho do duque Godofredo III da Baixa Lorena. Tornou-se bibliotecário da Santa Sé ao ser nomeado pelo seu primo, o Papa Leão IX, cerca de 1051. Acompanhou Leão IX nas suas viagens apostólicas pela Europa e fez parte da embaixada enviada em 1054 a Constantinopla, que acabou com a separação das Igrejas oriental e ocidental. No seu regresso, foi obrigado a tornar-se monge em Monte Cassino para escapar ao imperador Henrique III (o seu irmão rebelara-se contra o imperador). O Papa Vitor II fez dele abade e cardeal-presbítero. Acabou por suceder a este papa sendo consagrado a 3 de Agosto de 1057. Como papa continuou a reforma iniciada por Leão IX. Promoveu a cardeais dois ativos membros dessa reforma, Pedro Damião e o monge Humberto, que participara com ele na viagem a Constantinopla. Quanto a Hildebrando (futuro Papa Gregório VII), enviou-o primeiro a Milão, para moralizar o clero local e depois à Alemanha, para induzir a regente, a imperatriz-mãe Agnes, a aceitar a sua eleição, da qual não tinha participado. Tinha combinado com Hildebrando a ida deste a França, começado negociações com a Igreja grega e tentava deter a invasão dos normandos, quando adoeceu gravemente. Antes de morrer, pediu aos cardeais que não elegessem o seu sucessor antes do retorno de Hildebrando. Foi sepultado na igreja de Santa Reparata em Florença.